# Maeda Toshimasa
Maeda Toshimasa (前田 利昌?; ... – 4 agosto 1560) è stato un samurai giapponese del periodo Sengoku, tra i primi capi del clan Maeda e servitore degli Oda.

## Biografia
Toshimasa fu un servitore del  clan Oda e governava il castello di Arako e le cui entrate erano circa 5.000 koku. Morì nel 1560, e la guida del clan passò a suo figlio Toshiie. Era noto anche come Toshiharu (利治?).